# Tagajō
Tagajō (japanska: 多賀城市?, Tagajō-shi) är en stad i Miyagi prefektur i Japan. Staden fick stadsrättigheter 1971.